# Louis Vigouroux
Pour les articles homonymes, voir Vigouroux.
Louis Vigouroux est un homme politique français né le 25 août 1866 au Puy-en-Velay (Haute-Loire) et mort le 16 novembre 1956 à Paris.

## Biographie
Licencié en droit, il est professeur d'économie et chef du service des études financières du Crédit Lyonnais. Il écrit également de nombreux articles d'inspiration libérale. Il est député de la Haute-Loire de 1900 à 1910, siégeant au groupe de la Gauche démocratique. 

## Sources
- « Louis Vigouroux », dans le Dictionnaire des parlementaires français (1889-1940), sous la direction de Jean Jolly, PUF, 1960 [détail de l’édition]